# MONDO ism
MONDO ism（モンドイズム）は、MONDO TVで放送されるバラエティ番組。2010年8月放送開始。
番組宣伝CMや番組冒頭のタイトルコールでは『やりたい放題! モンドイズム』とコールされるのが普通である。

## 概要
基本的にはドキュメンタリータッチのバラエティ番組で、ある一つのテーマを数回に分けて深く追うというスタイルを取る。当初は隔週更新の形で放送されたが、「やりたい放題」の言葉通り放送枠すら一定ではなく、回によって30分番組の時もあれば60分番組の時もあった。その後も不定期に新作が放送されている。

## 内容
- ＃1・2 深海のモンスターたち
安西真実をホステスとして、深海魚を釣ることを目指す。30分×2回。
- ＃3・4 CALL119
福岡市消防局の全面協力を得て、消防隊の日常から災害出動の様子までを追う。60分×2回。
- ＃5・6 地下アイドルのすすめ
秋葉原などで活動するいわゆる地下アイドル達の素顔や、それら地下アイドルたちのファンによるオタ芸の世界などを描く。30分×2回。
- ＃7・8 デコトラ一番星
いわゆるデコトラの撮影会に密着し、デコトラを駆るドライバー（オーナー）達を描く。また映画『トラック野郎』シリーズの主演である菅原文太もインタビューに登場し、当時の裏話を語る。30分×2回。
- ＃9 - 11 アイドル潜入捜査
テリー伊藤プロデュースにより、グラビアアイドルたちがキャバクラ・ガールズバーなど様々な仕事の現場に潜入する。事実上はかつて放送されていた『給与明細』（テレビ東京系）のMONDO版。後、2012年7月より『アイドル潜入捜査』として独立した番組になる。30分×3回。
- ＃12 トイレ王国
さまざまな形のトイレや便器工場の見学、海外のトイレ事情など、トイレにまつわる様々なエピソードを紹介。トイレに詳しいインスタントジョンソンのすぎ。が出演。60分×1回。
- ＃13 実録!アウトローファッション
平成23年12月23日24:00（12月24日0:00）から放送開始。60分。